# Helena Bohosiewicz-Rotter
Helena Bohosiewicz-Rotter – polska „Sprawiedliwa wśród Narodów Świata”.

## Życiorys
W trakcie II wojny światowej mieszkała we wsi Kozice, nieopodal Lwowa (wówczas dystrykt Galicja w Generalnym Gubernatorstwie). Pomagała Żydom, przyjaciołom sprzed wybuchu wojny, rodzinie Rotterów oraz Hechtów. W 1941 r. znaleźli się oni w getcie w Gródku Jagiellońskim. Helena przynosiła im tyle żywności, ile tylko mogła. Ukrywała też u siebie Ozjasza Rottera przez blisko dwa lata (1942–1944). Pod koniec 1942 r. przyjęła pod swój dach również Tosię i Rosę Hecht, którym udało się przetrwać uwięzienie w getcie. Załatwiła dla nich "aryjskie" papiery, aby ochronić ich przed nacjonalistami ukraińskimi, którzy poszukiwali u niej Żydów. Po wojnie wyszła za mąż za Ozjasza Rottera, z którym wyjechała do Izraela.
20 czerwca 1990 r. Instytut Jad Waszem uhonorował Helenę Bohosiewicz-Rotter medalem „Sprawiedliwy wśród Narodów Świata”.